# 維利尚卡 (埃米利奇涅區)
50°43′4″N 27°38′46″E / 50.71778°N 27.64611°E
維利尚卡（烏克蘭語：Вільшанка），是烏克蘭北部的村莊，隸屬日托米爾州的茲維亞赫爾區。該村面積0.49平方公里，海拔高度204米，2001年人口30，人口密度每平方公里61.73人。